# Storia del porto di Siracusa
(Marcus Tullius Cicero, Verrine)

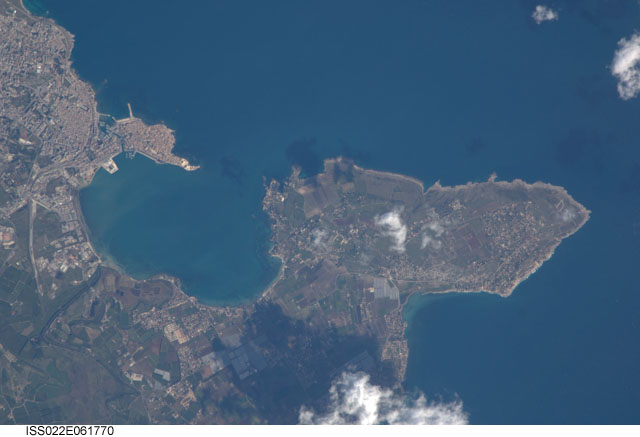
La baia del porto Grande e la penisola della Maddalena visti da satellite

La storia del porto di Siracusa inizio nel lontano V secolo a.C., quando l'egemone città greca estendeva i suoi rapporti commerciali-militari su vasta parte del Mediterraneo, e proseguono tutt'oggi nel XXI secolo, avendo mutato innumerevoli volte contesto e appartenenza.

## Il porto e le origini di Siracusa

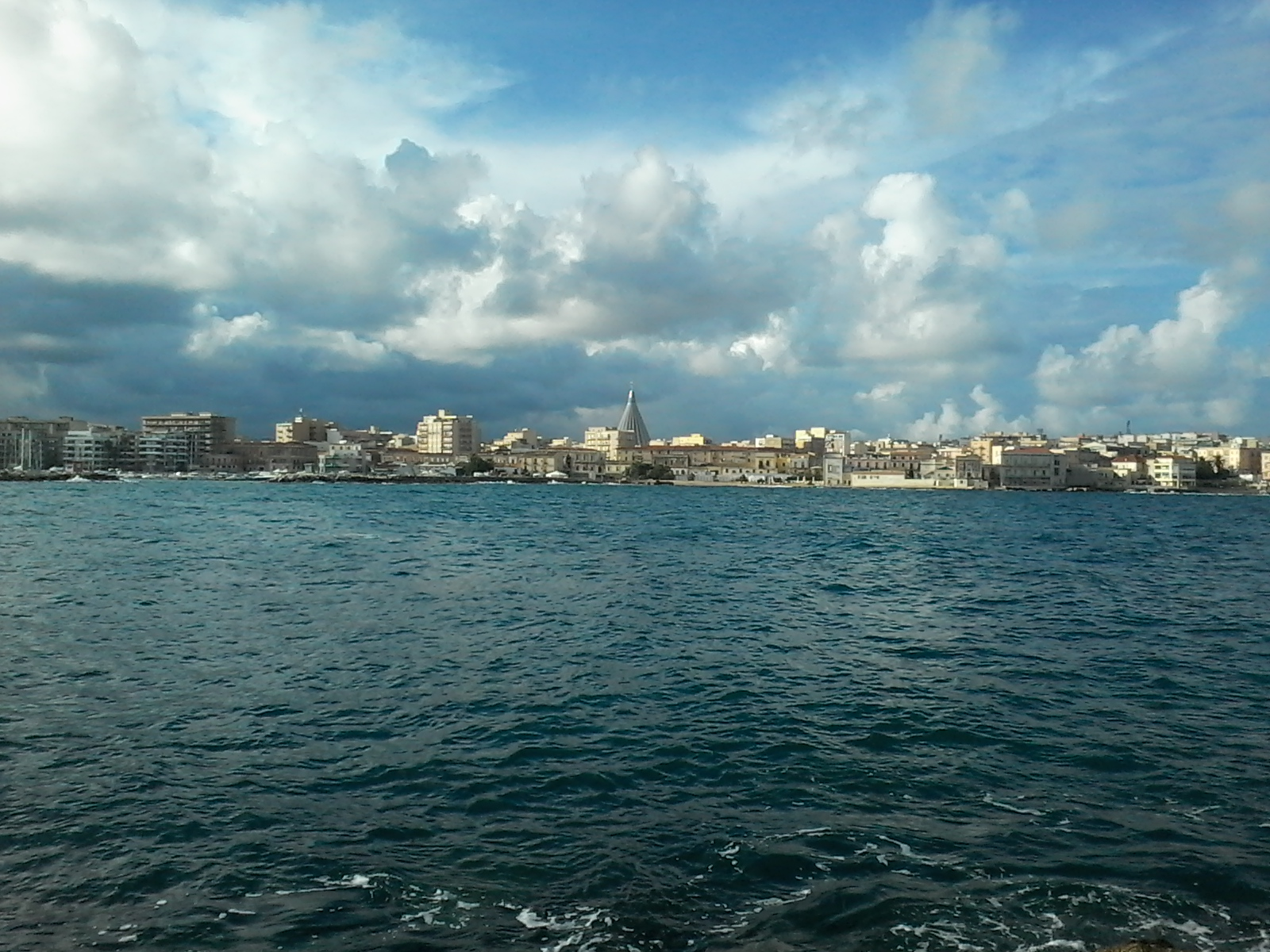
La città di Siracusa vista dal mare

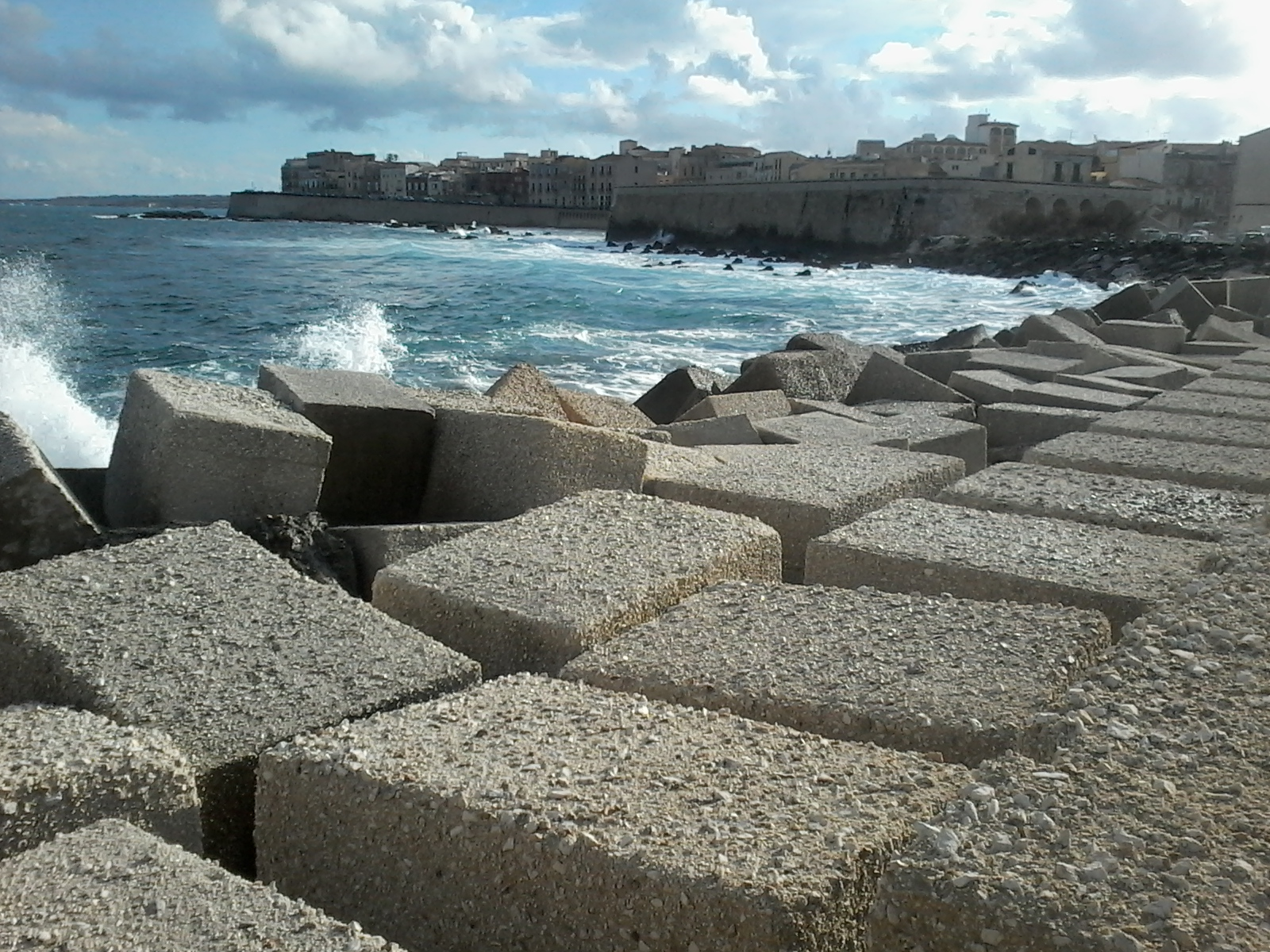
La costa di Ortigia vista dal molo frangiflutto a difesa del porto Marmoreo

Gli approdi di Siracusa, a nord e a sud della città, sono considerati tra i più antichi scali marittimi del Mediterraneo. Il mare è da sempre stato un elemento decisivo nella storia dell'uomo, la città di Siracusa fin dalle sue origini ha avuto un legame profondo con esso, lo stesso luogo geografico occupato dalla città di Siracusa è stato modellato dal mare in quanto esso lo ha ricoperto e scoperto per diverse volte, lasciando le sue tracce nei fossili di conchiglie e pesci che oggi ricoprono la pietra bianca di Siracusa, ritirandosi definitivamente solo in un'età geologicamente vicina alla nostra; l'emersione della piana di Siracusa risale infatti a soli 20.000 anni fa.

Rovine del porto siracusano sommerso

Nonostante l'assenza di fonti che possano stabilire con certezza la provenienza del popolo dei Siculi, il quale ha lasciato testimonianze archeologiche del proprio insediamento presso Ortigia, è però possibile che questo sia giunto nella costa siracusana dal mare, stabilendosi nell'isola dalla forma allungata. Del resto anche gli antichi greci, provenienti da Corinto e guidati da Archia, dopo aver attraversato il mar Egeo e oltrepassato il tratto più profondo del Mediterraneo scoprirono anzitutto la costa siracusana, e il loro primo approdo fu di fronte al porto Grande, presso i Pantanelli, là dove oggi sorge la riserva naturale fiume Ciane e delle Saline e l'Area marina protetta Plemmirio; probabilmente attratti dalla grande baia naturale formata dalla punta dell'isola di Ortigia e da quella della penisola della Maddalena.
Una volta finite le battaglie per la conquista del territorio tra siculi e greci, il porto assunse una crescente importanza che sicuramente contribuì a rendere il nome della città famoso nel Mediterraneo. Il porto, estremamente attivo a livello commerciale e militare, era di fondamentale importanza per espandere le proprie conoscenze ed accogliere i nuovi venuti o difendere la città da nuovi invasori. Non a caso infatti le grandi battaglie della città si svolsero principalmente in mare, come la difesa dai continui assalti dei cartaginesi, al tempo in cui Cartagine bramava l'intera conquista della Sicilia, o i rapporti diplomatici instaurati con l'Egitto tolemaico e le colonie fondate sui due versanti del mar Adriatico: Ankon, Spalato, Lissa, Ragusavecchia solo per citarne alcune, tra le più lontane. I collegamenti portuali erano vitali per mantenere i rapporti con il mondo all'epoca conosciuto. Platone compì i suoi tre viaggi da Atene approdando nel porto di Siracusa. Nella sua trimillenaria storia si può certamente affermare che il porto della città è stato meta di arrivi e partenze illustri, giocando sempre un ruolo primario nella vita sociale della città.

## Le grandi battaglie dell'età antica

### La flotta navale di Atene

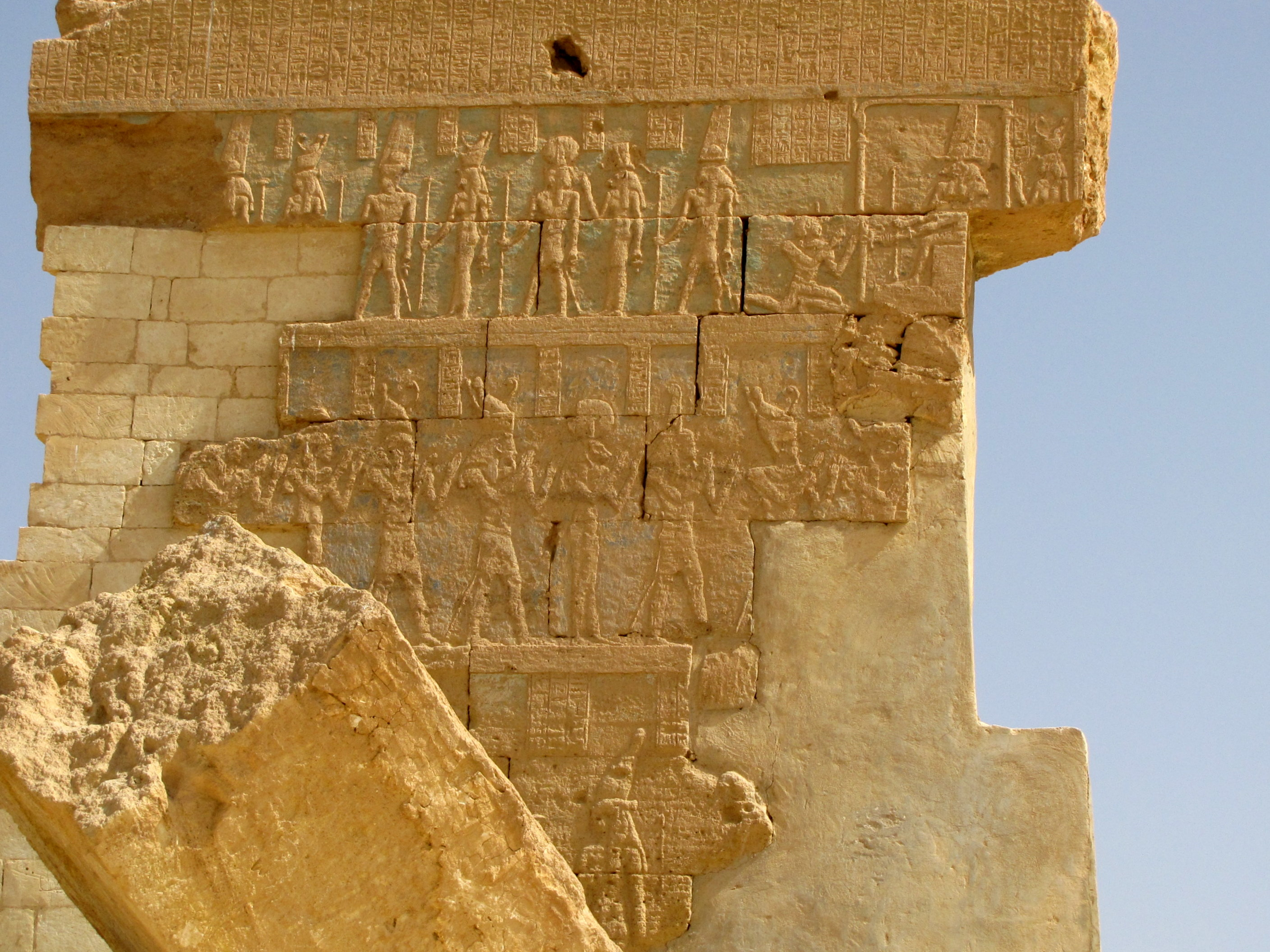
L'egizio oracolo di Amon predisse ad Atene che avrebbe sconfitto Siracusa, ma errò nella sua predizione

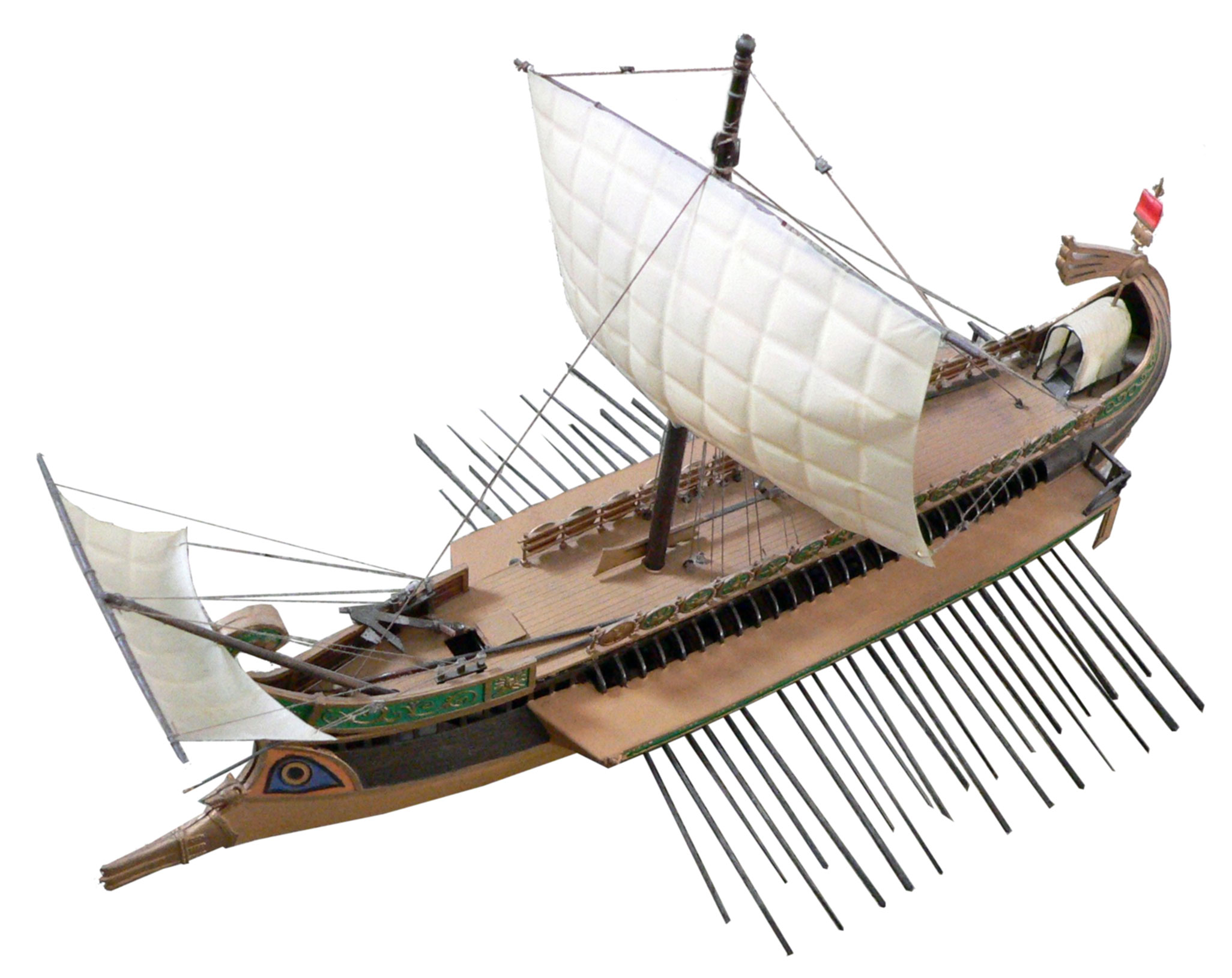
Ricostruzione di una trireme

La più grande guerra dell'antichità, dopo la leggendaria guerra di Troia, passata alla storia con il nome di guerra del Peloponneso, coinvolse a pieno la polis di Siracusa e ne fece una giocatrice fondamentale nello scacchiere bellico venutosi a creare. Giunta per mare nella costa siciliana con la ferma intenzione di conquistare e sottomettere Siracusa, alleata di Sparta e pericolosa rivale nel mondo greco occidentale, Atene subì la sconfitta più pesante di tutta la sua storia di grande potenza mediterranea. Non solo per terra, gli ateniesi vennero pesantemente sconfitti anche per mare: Atene aveva spedito contro Siracusa le sue migliori forze navali, ma queste furono annientate nelle acque del porto Grande. Le conseguenze storiche di questa guerra furono enormi.
Avvennero due fondamentali battaglie navali tra ateniesi e siracusani: nella prima battaglia navale vinsero gli ateniesi; nella seconda battaglia navale ebbero la meglio i siracusani.
(Tucidide, VII, 72)

### Archimede, i Romani e gli specchi ustori
(Plutarco, Vite parallele)

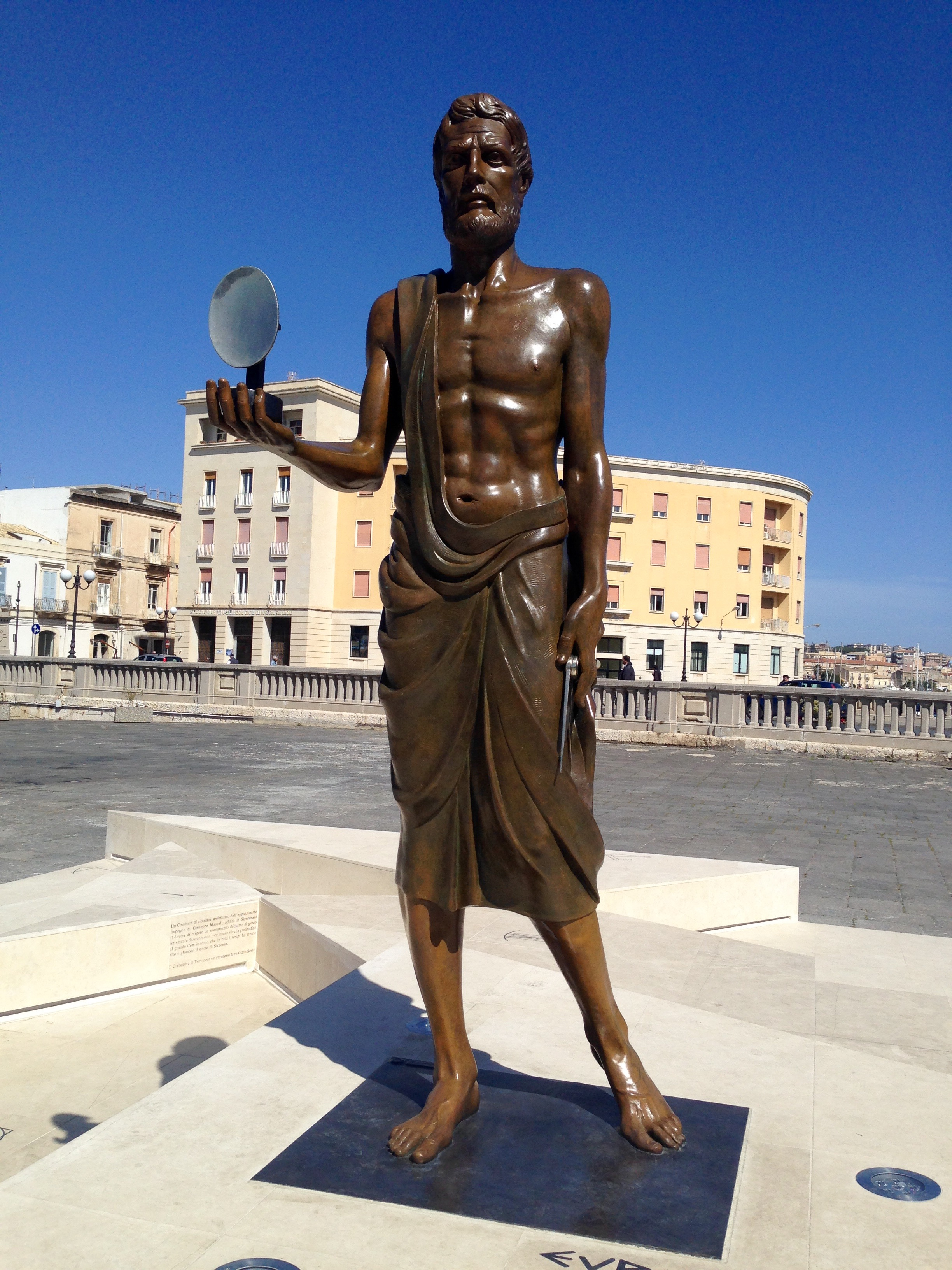
Statua bronzea di Archimede raffigurato con compasso e specchio ustoro, collocata nel canale che divide il porto Grande dal porto Marmoreo

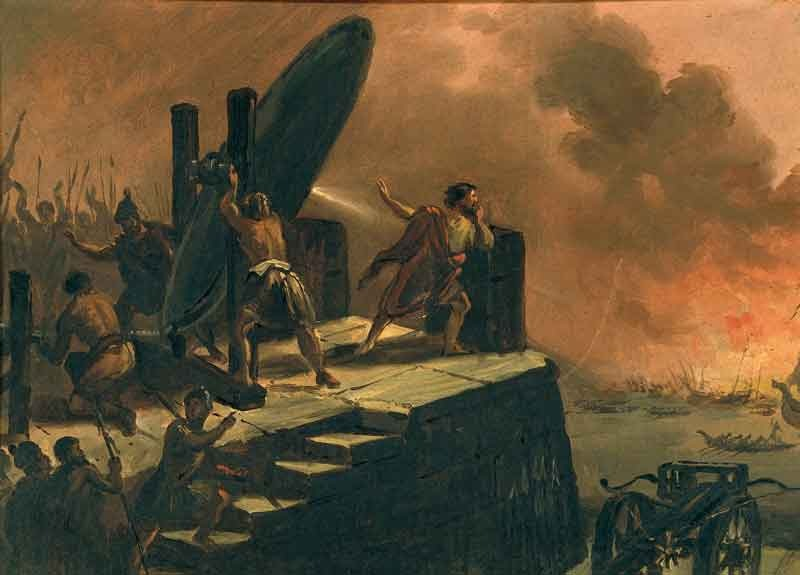
L'incendio delle navi romane grazie allo sfruttamento solare messo in atto da Archimede

Il porto di Siracusa fu nuovamente al centro di un'altra grande e importante battaglia quando i romani assediarono con vasta armata sia di terra che di mare la città di Siracusa, anch'essi animati dall'intenzione di conquistarla e portarla sotto il loro dominio. La città che in quel momento era priva di una solida guida e si era alleata con l'acerrima nemica Cartagine, trovò infine nel siracusano Archimede la guida per una difesa che sarebbe durata anni e avrebbe fatto disperare i più esperti generali dell'antica Roma. Il genio di Archimede riuscì infatti a bloccare per molto, molto tempo ogni tentativo dei romani di assalire la città dal mare, distruggendo le loro navi con invenzioni che l'occhio umano non aveva mai visto prima; tra tutte la più famosa è senz'altro quella degli specchi ustori che fecero colare a picco nel porto siracusano le navi della flotta romana.
Archimede non concedette tregua alla flotta romana, tanto che secondo Polibio il generale Marco Claudio Marcello esasperato esclamò:
(Polibio, VIII, 6.6.)

## Il porto durante il Medioevo

### Il porto durante l'epoca della Sicilia araba
Il geografo arabo Idrisi così descrisse Siracusa ed il suo porto intorno all'XI secolo: 
(Idrisi)
Siracusa ne uscì distrutta dall'assedio e dalla conquista degli arabi; questi dopo aver messo in atto un blocco navale per impedire alla popolazione assediata di essere rifornita di cibo via mare, si dedicarono all'assalto delle mura e dopo quasi un anno di resistenza tra gli stenti e le atrocità, gli arabi riuscirono ad entrare, distruggendo e saccheggiando l'intera città. Fatta schiava la popolazione supersiste, la portarono con sé nella loro nuova capitale dalle origini fenice, Palermo. Tuttavia dalla descrizione emersa da Idrisi qualche tempo dopo, la città dovette rissolevarsi e riprendere un ruolo commerciale, dove ancora una volta risaltano le caratteristiche del suo porto naturale.

### Battaglia navale tra Ruggero il normanno e Benavert l'arabo
(Ibn Hamdis, Divano, antologia poetica.)
Con queste parole Ibn Hamdis, il poeta arabo-siciliano più famoso dell'epoca, descriveva la perdita di Siracusa, per molti storici la sua patria natia, divenuta nuovamente di fede cristiana con la sconfitta degli arabi e la vittoria dei normanni.
Nonostante le dure vicissitudini passate, Siracusa risulta ancora il perno della difesa dell'intera Sicilia: fu infatti nel suo porto Grande che si contesero la corona i nuovi venuti, i normanni, e i passati conquistatori, gli arabi, nella figura dell'ultimo emiro conosciuto con il nome occidentale di Benavert, signore di Siracusa, che affrontò il conte Ruggero di Altavilla e la sua flotta portatasi nelle acque del porto. Durante la lotta l'emiro cercò l'arrembaggio alla nave di Ruggero, ma ferito nel tentativo cadde in mare e affondò con la sua pesante armatura. Il conte normanno colpito dal coraggio del suo avversario diede ordine di ripescare il corpo di Benavert e inviarlo in Africa, dagli Ziriti.

### Le fortificazioni della Spagna e il porto franco
La Spagna regnò per molti anni sulla Sicilia. Gli spagnoli fecero di Siracusa una fortezza dandole grandi mura costruite però con la distruzione dei preziosi ed antichi monumenti di epoca greco-romana. Nel 1300 Federico d’Aragona attribuisce con un decreto, che sarà riconfermato poi dal re Martino I, all'area portuale di Siracusa il titolo di porto franco, concedendole il privilegio di avere il monopolio dello sbarco e dell'imbarco per tutta la Sicilia Orientale, come ringraziamento per essersi schierata dalla parte della corona di Aragona contro i rivali Angiò. Ciononostante la città ebbe a soffrire le restrizioni volute dalla corona spagnola e altre lotte si verificarono per tali motivi nei secoli successivi.

## Il porto in epoca moderna

### Nelson, Napoleone Bonaparte e la venuta al porto di Siracusa

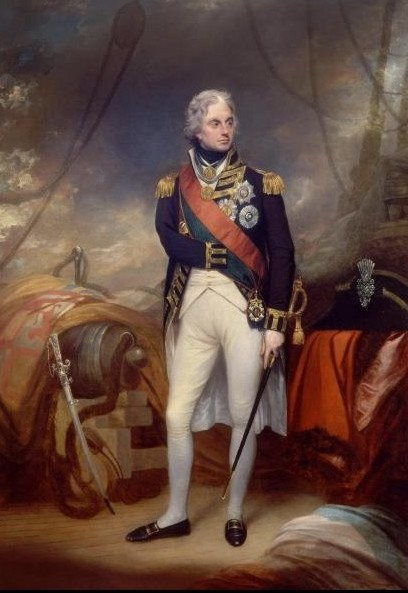
L'ammiraglio Horatio Nelson

L'ammiraglio Horatio Nelson, passato alla storia per essere riuscito a sconfiggere la flotta di Napoleone Bonaparte nelle acque egizie durante la battaglia del Nilo, prima di giungere in Egitto fece tappa con la sua flotta britannica al porto di Siracusa, nel giugno del 1798. L'obiettivo era quello di rifornire le navi inglesi di provviste sufficienti ad affrontare l'arduo viaggio. Durante quei giorni Nelson si recò alla fonte Aretusa, rinomato specchio naturale d'acqua dolce che confina con il mare salato, separato da esso solo da un muro che evita il mescolarsi delle due acque. Nelson rimase affascinato da tutto ciò e il 22 luglio di quell'anno scrisse agli Hamilton:
(Orazio Nelson scrive agli Hamilton, da Siracusa. Gilbert Sinoué (trad. Giuliano Corà), Lady Hamilton.)
Horatio Nelson ringraziò i siracusani per aver dato cibo e acqua alle navi della sua flotta, ed è da notare il particolare riferimento che fa alla Fonte Aretusa, vedendola come un simbolo di buon auspicio, come se la leggenda di Aretusa potesse portar fortuna alla causa dell'Inghilterra. Coincidenza volle poi che Nelson riuscì realmente a sconfiggere la flotta di Napoleone Bonaparte ad Abukir. L'ammiraglio ritornò dopo due anni a Siracusa e venne accolto con tutti gli onori, ricevette dal Senato siracusano una medaglia d'oro e la cittadinanza onoraria.

### Il porto durante la fine dell'800 e l'inizio del '900

Veliero al porto di Siracusa

Dopo l'unità d'Italia, vennero distrutte tutte le fortificazioni della città, si organizzarono la costruzione delle banchine e dei due moli ancora oggi esistenti: il molo Zanagora e il molo S. Antonio. In quel periodo vennero coperti i canali, per motivi sanitari in quanto le loro acque erano in stato di abbandono, sede di rifiuti e mal depurati. Al loro posto, con la terraferma, vennero allargati alcuni quartieri della città. Ciò però comportò un mancato deflusso delle acque, situazione che divenne concausa dell'insabbiamento, attuale, del porto grande, motivo che ne condiziona l'operatività. Sempre alla fine dell'Ottocento, il porto venne collegato alla Stazione ferroviaria cittadina e venne inaugurata la stazione marittima, chiamata Siracusa Porto e adibita al trasporto delle merci. Il porto inoltre collegava la città con le linee postali di Palermo (con la rotta Palermo- Siracusa – Malta e Palermo- Siracusa), Napoli (con la rotta Napoli- Siracusa – Malta- Tripoli) e Malta (con la rotta diretta Siracusa - Malta).
Durante la Guerra italo-turca il porto fece da collegamento per l'Italia, vennero adibite le linee marittime con la Tripolitania e la Cirenaica. All'inizio del novecento inoltre si verificò per il porto un grande risveglio di movimento merci e passeggeri. Nel 1925 si toccarono cifre record per il trasporto delle merci; i siracusani commerciavano prodotti come frumento, carbone, legname e si esportava asfalto, agrumi, carrubi. In particolar modo le arance, le cui bucce fatte in salamoia venivano sistemate in barili e spedite a paesi come Germania, Inghilterra e spesso anche Stati Uniti d'America, i quali ne facevano delle ottime marmellate. Tutto ciò ovviamente giovò e fu importante per l'economia siracusana. Sempre riguardante il settore commerciale, nel 1927, la stazione marittima, con ritardo rispetto all'iniziale apertura, venne collegata alla linea a scartamento ridotto proveniente da Ragusa, che rese possibile l'avvio di un forte movimento di carri merci, dato lo sfruttamento intensivo dell'asfalto ragusano per estrarne idrocarburi negli anni trenta. Il traffico merci al porto siracusano aumentò così tanto che si rese necessario il noleggio di locomotive a vapore FS a scartamento ridotto, le quali offrivano maggiore prestazione per il trasporto all'imbarco nel Porto.
Va inoltre ricordato che in questo periodo anche il porto di Siracusa fu uno dei punti principali per la partenza degli emigranti siciliani, i quali salpavano su delle navi che li avrebbero poi condotti in America o in Australia.

## Il porto in epoca contemporanea

### Seconda guerra mondiale

Ormeggio presso la banchina del porto Grande agli inizi del XIX secolo

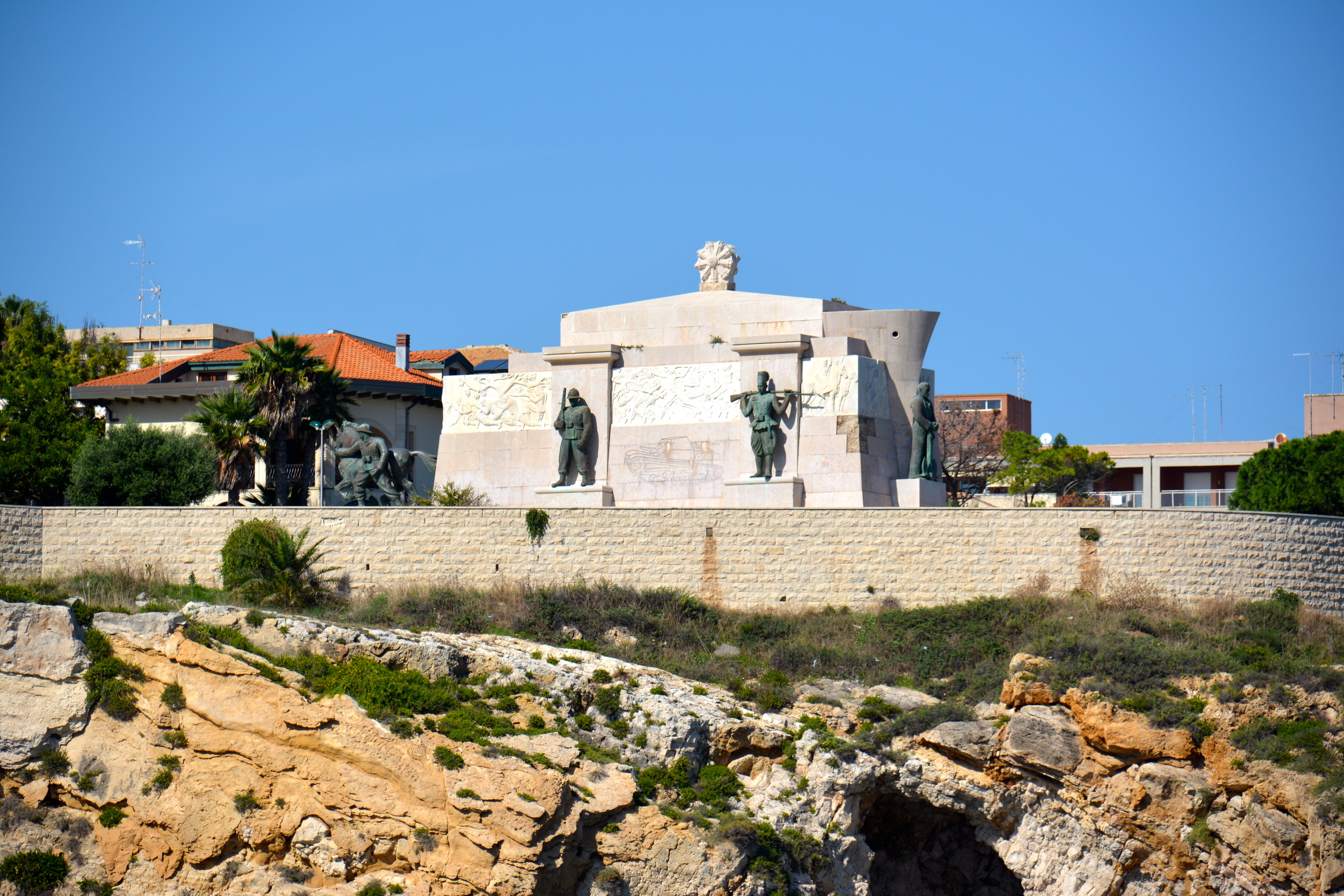
Il monumento ai caduti italiani d'Africa, presso la scogliera di Siracusa denominata dei Cappuccini

Successivamente con l'avvento del fascismo, Mussolini fece del porto siracusano un punto strategico per il suo regime; durante le guerre coloniali fasciste in Africa, le truppe italiane s'imbarcavano e sbarcavano dal porto di Siracusa. A testimonianza di quel difficile periodo, nella città sorge il monumento ai Caduti d'Africa Orientale, che ricorda tutti i caduti italiani, di terra e di mare, di quelle guerre volute dal fascismo. Con l'avvento della seconda guerra mondiale, il porto vide riversarsi al suo interno, nel luglio 1943 durante l'operazione Ladbroke, l'esercito inglese che prese i porti di Siracusa e successivamente l'intera città. In una foto d'epoca si vede una nave carica di feriti inglesi e statunitensi approdare nei pressi del ponte umbertino, lì dove si separano il porto Piccolo dal porto Grande. Il porto rimase dunque sotto il controllo degli Alleati che ne fecero un punto logistico nonostante fosse stato danneggiato dai bombardamenti.

#### L'affondamento dellaCaliforniae delConte Rosso
Trovandosi la costa siracusana in un punto strategico per il passaggio delle navi italiane verso l'Africa o l'Europa orientale, durante gli anni della seconda guerra mondiale furono molteplici i passaggi di navi da guerra che transitarono al largo del porto siracusano o che sostarono al porto stesso. Tra queste navi, due in particolar modo legarono il loro destino al mare di Siracusa: la California e il Conte Rosso.

La nave California semiaffondata a Siracusa, il giorno successivo al siluramento.

La nave ospedale California era una delle due uniche navi ospedale italiane attive all'ingresso dell'Italia in guerra. La California aveva fatto numerose operazioni di recupero feriti durante le sue traversate in mare, in totale fece 32 missioni, trasportando 24.000 feriti e malati. Il 10 luglio 1941 la nave ospedale era stata messa alla fonda nella rada di Siracusa. Per rispettare le norme, emanate dal Comando Marina, che regolavano l'oscuramento delle navi, la California quella notte si trovava con le luci spente. Durante un attacco aereo iniziato alle 23:00 e terminato alle 0:25, la nave venne colpita da un aerosilurante britannico. Vi fu una vittima tra l'equipaggio, e la nave, fortemente appoppata, venne portata a posarsi su un fondale di dieci metri, restando con la poppa semisommersa sino al ponte di coperta incluso, e la zona centrale e prodiera emergente. Non si poté chiarire la causa dell'attacco, poiché era contro la convenzione di Ginevra attaccare una nave della Croce Rossa, ma avendo essa le luci spente, per il nemico non era stato possibile intravedere i colori dell'associazione umanitaria. Tuttavia vi furono seri dubbi sulla "non consapevolezza" di quell'attacco. Infatti mesi dopo l'affondamento della California, tre aviatori britannici dello stesso Squadron di quelli autori dell'attacco, precipitati in Sicilia con il loro aereo causa maltempo, vennero interrogati e ammisero che la nave ospedale era stata in precedenza fotografata ma che durante la preparazione all'attacco agli avieri era stata fornita una foto modificata della stessa, in cui non vi erano le croci dipinte di rosso visibili. L'episodio non fu mai chiarito. La nave ospedale California, dopo vari tentativi falliti di riprenderla, affondò definitivamente nel porto di Siracusa. Nel dopoguerra venne ripescata e inevitabilmente demolita.

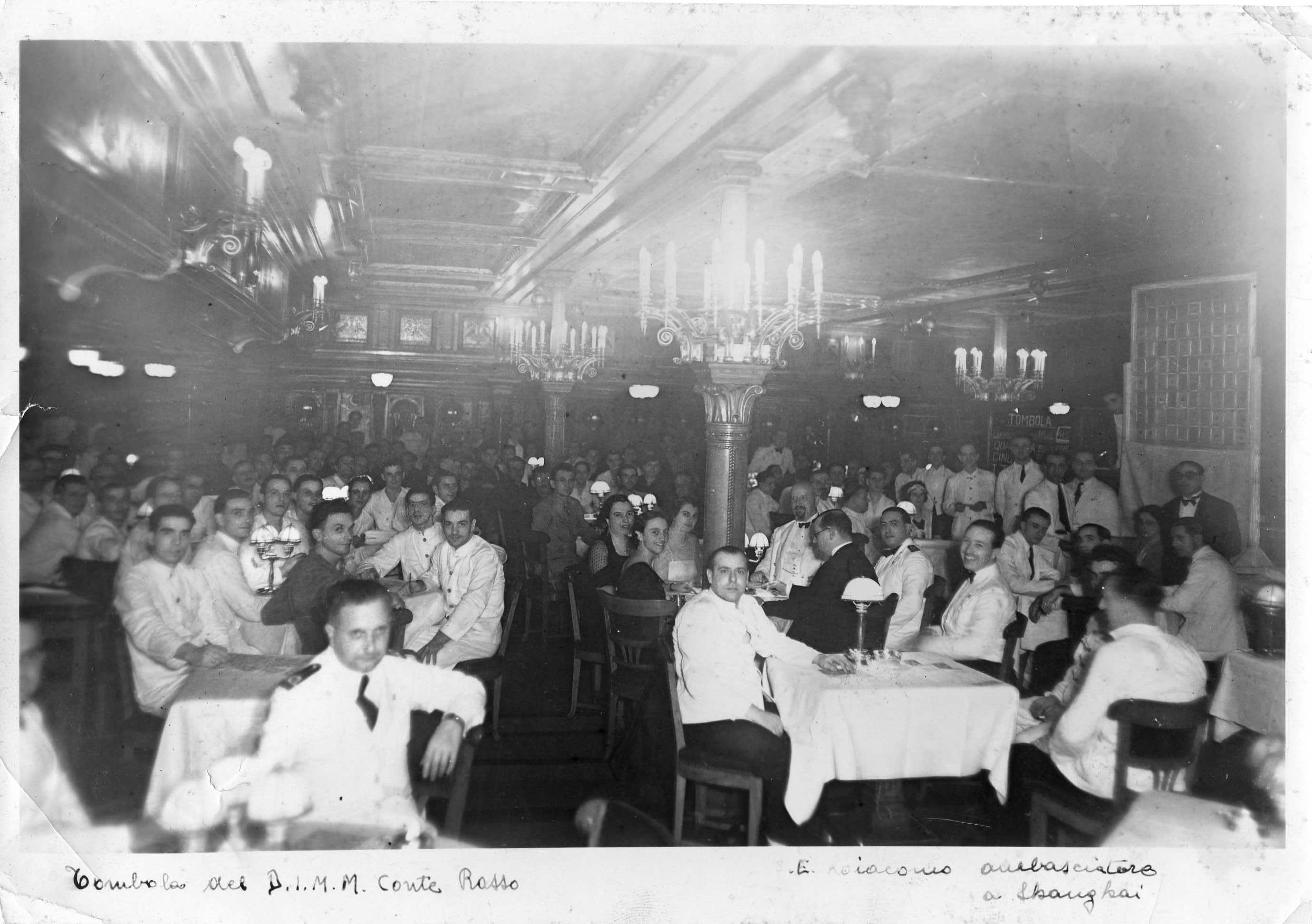
Una delle sale interne del transatlantico Conte Rosso

La storia del transatlantico Conte Rosso è invece ben più tragica, poiché rappresentò la più grande tragedia bellica della Marina italiana durante la seconda guerra mondiale. Era una nave adibita al trasporto delle truppe, il 24 maggio 1941 intraprese il viaggio che da Napoli l'avrebbe dovuta portare a Tripoli. Durante la rotta si ritrovò a passare dalla costa siracusana, ma questa era ben sorvegliata dagli inglesi, nemici dell'Italia durante il conflitto prima dell'armistizio di Cassibile, detto anche armistizio dell'8 settembre (data in cui venne reso pubblico). Gli inglesi appostati dentro loro sommergibile HMS Upholder, comandato da David Wanklyn, aspettavano il transito delle navi italiane con lo scopo di silurarle, così quella sera, nei pressi del Plemmirio in zona capo Murro di Porco, lanciarono due siluri che colpirono il Conte Rosso, il transatlantico affondò in tempi rapidissimi; gran parte dell'equipaggio non ebbe nemmeno il tempo di abbandonare la nave. Per questo motivo, nonostante le tante navi nei paraggi arrivate subito in soccorso del Conte Rosso, morirono quasi 1300 persone. I superstiti, 1432, vennero portati al porto di Augusta. L'indomani, al molo Zanagora presso il porto di Siracusa, vennero trasportati, dal mare alla terraferma, i tanti corpi dei caduti di quella tragedia. La città ne celebrò i funerali, dopodiché molti di quei caduti vennero trasferiti, da soldati italiani e tedeschi, alla stazione ferroviaria da dove avrebbero raggiunto i propri luoghi d'origine nelle varie città d'Italia. La Capitaneria di porto siracusana ospita nella sua sede un modellino raffigurante il transatlantico del Conte Rosso, un dono fattogli da un cittadino siracusano, tale signor Carmelo Minimo, un testimone dei fatti dell'epoca, che da bambino assistette allo svilupparsi di quei tragici momenti verificatesi nel molo, conservandone il dolore ha voluto che la città di Siracusa non dimenticasse mai quell'avventimento, ecco perché ha regalato all'area portuale locale una riproduzione in legno di quella nave.

### Il porto siracusano in tempi odierni

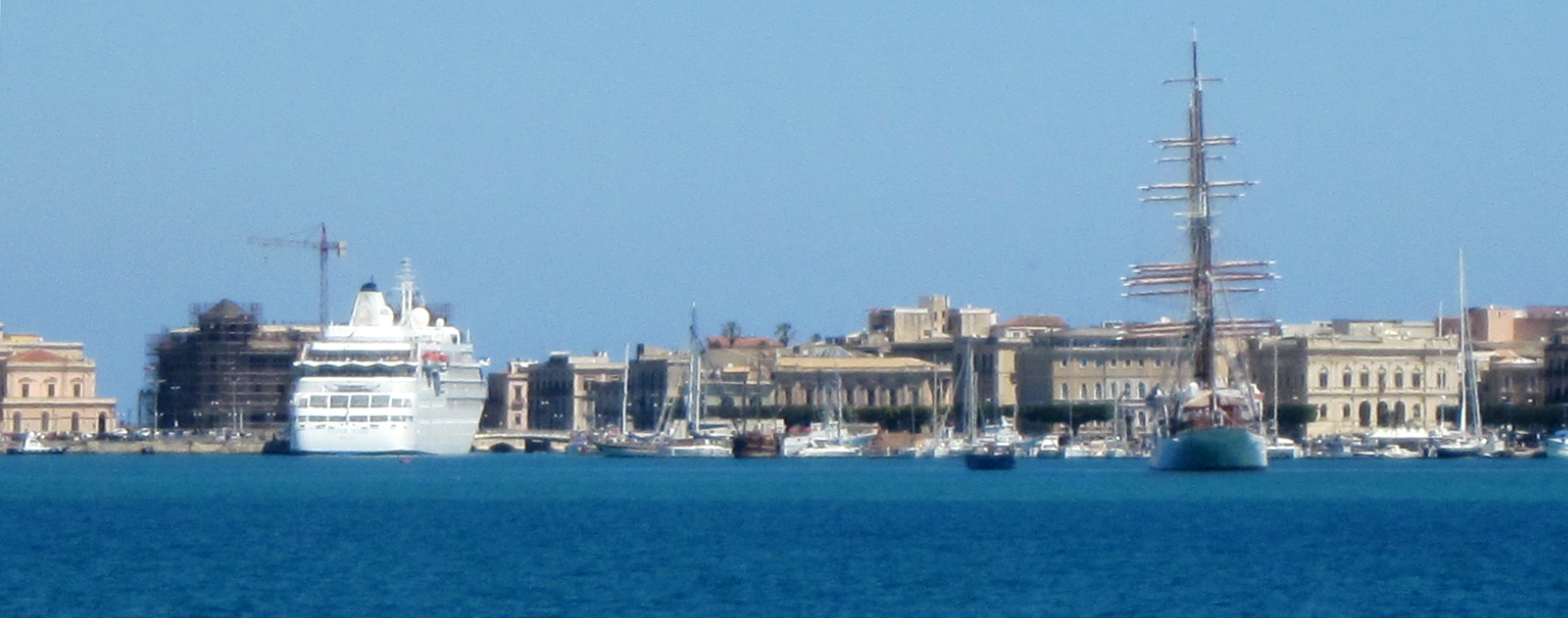
Immagine del porto negli anni duemila

Nel secondo dopoguerra il porto di Siracusa subisce un forte ridimensionamento anche in conseguenza della perdita delle colonie dell'Italia, nonché all'attivazione del polo petrolchimico e del suo pontile petrolifero nella rada di Santa Panagia. I suoi traffici commerciali si limitavano ormai a grano e carbone. Il traffico passeggeri per il continente preferisce il più veloce collegamento ferroviario.
Negli anni settanta si nota una certa ripresa dovuta alla costruzione dei Silos per le granaglie, richiesti soprattutto dall'Unione Sovietica. Ma tale costruzione dura poco. Negli anni ottanta si ha una nuova, ma breve, ripresa del porto che beneficia economicamente delle ricerche di petrolio fatte nel Mediterraneo, ma con la caduta delle ostilità tra il mondo sovietico e il mondo occidentale, sparisce questa necessità mediterranea e quindi anche il traffico in questo contesto nel porto siracusano.
Inoltre le motivazioni di una difficoltà così crescente a trovare posto e incarico per il porto di Siracusa sono dovute anche alla concorrenza, molto efficace, fattagli dagli altri porti della Sicilia orientale.
Nei tempi attuali il porto di Siracusa è essenzialmente scalo principale per la nautica da diporto. Vi si ormeggiano spesso grandi imbarcazioni turistiche, anche se il sistema della movimentazione croceristica è in fase di sviluppo. Questa tendenza ha portato l'amministrazione siracusana a voler puntare sulla crescita del porto turistico. Da allora è sorta una discussione che ha diviso l'opinione pubblica riguardo alla costruzione o meno di un nuovo ulteriore e più ampio approdo all'interno del porto grande.

## Grandi navi al porto
Nel Porto di Siracusa hanno fatto sosta diverse navi molto importanti; tra queste si citano:
La nave-scuola Amerigo Vespucci

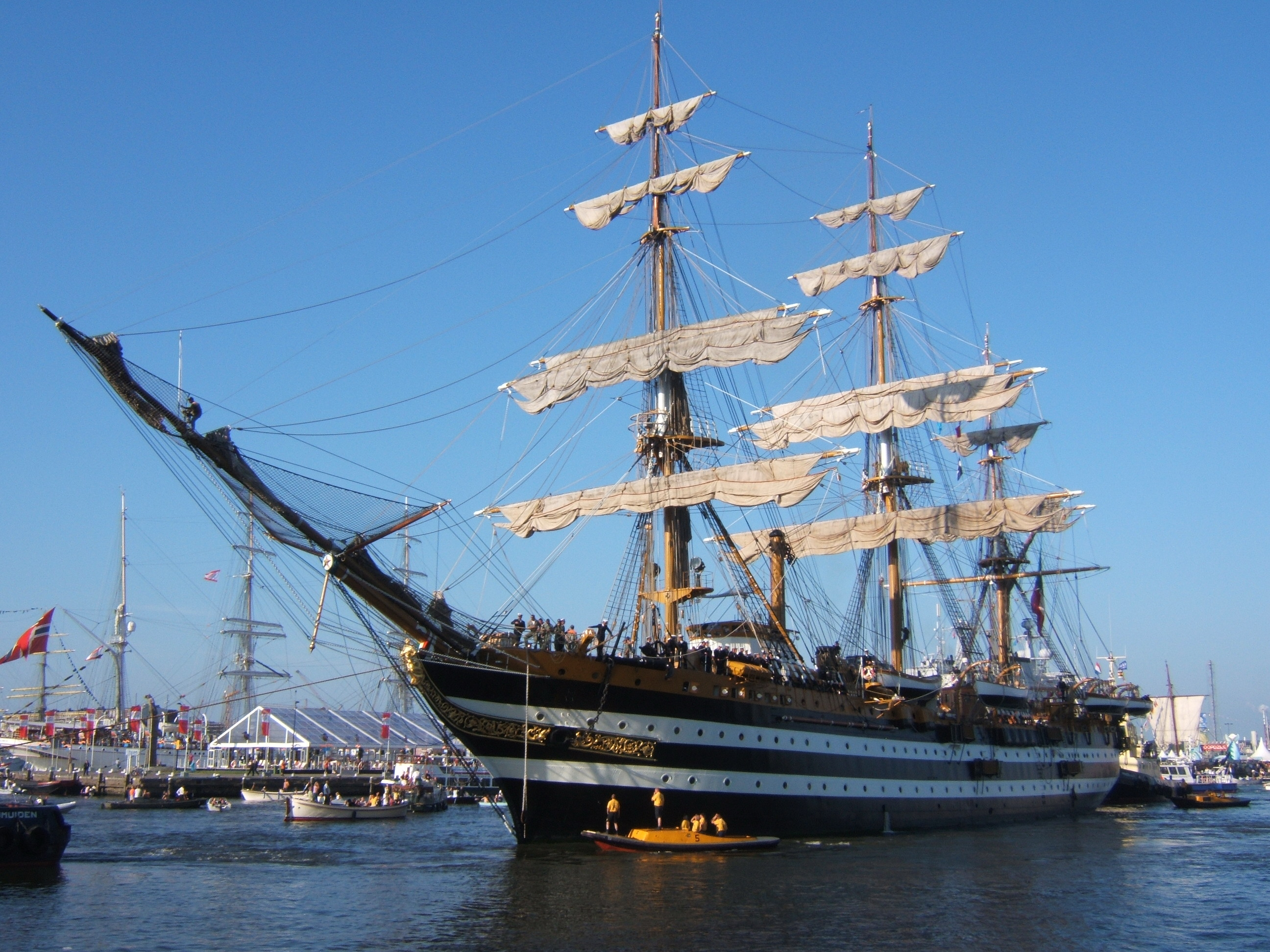
La nave scuola Amerigo Vespucci

Si tratta del famoso veliero della Marina Militare costruito come nave scuola per l'addestramento degli allievi ufficiali dei ruoli normali dell'Accademia Navale. I siracusani ne ricordano la venuta in varie occasioni, tra queste va citato l'approdo nel porto siracusano del 18 agosto 1960, durante il passaggio della fiaccola olimpica che dalla Grecia era diretta a Roma, in occasione delle Olimpiadi del 1960: la città di Siracusa fu la prima tappa italiana sulla quale l'Amerigo Vespucci si diresse. Qui, nel porto siracusano, accanto alla Fonte Aretusa, avvenne la cerimonia di passaggio della torcia olimpica. Angelo Nizza, inviato del quotidiano La Stampa di Torino, dalla sua corrispondenza di Siracusa, così descriveva il momento dell'approdo e l'incontro con l'Amerigo Vespucci nel porto:
(Angelo Nizza, quotidiano de La Stampa, Torino, 1960)
La nave militare con la reliquia di Santa Lucia
Altro evento importante e storico per il porto siracusano è stato l'approdo della nave militare proveniente dal porto di Augusta, la quale trasportava la reliquia religiosa della patrona di Siracusa, Santa Lucia, il cui corpo è regolarmente situato a Venezia. Il 15 dicembre 2004, in occasione dell'evento religioso riguardante il XVII centenario del martirio della santa e dopo 965 anni di assenza da Siracusa, la reliquia ha fatto ritorno via nave per sette giorni nella città aretusea. L'approdo è avvenuto al porto grande, con tante navi più piccole che con getti d'acqua coreografici accompagnavano la nave militare che fece il suo arrivo nella banchina portuale accompagnata dal picchetto d'onore e fuochi d'artificio. Al molo, più di 15.000 siracusani salutarono festanti questo evento di portata storica per la città.
Il Royal Clipper

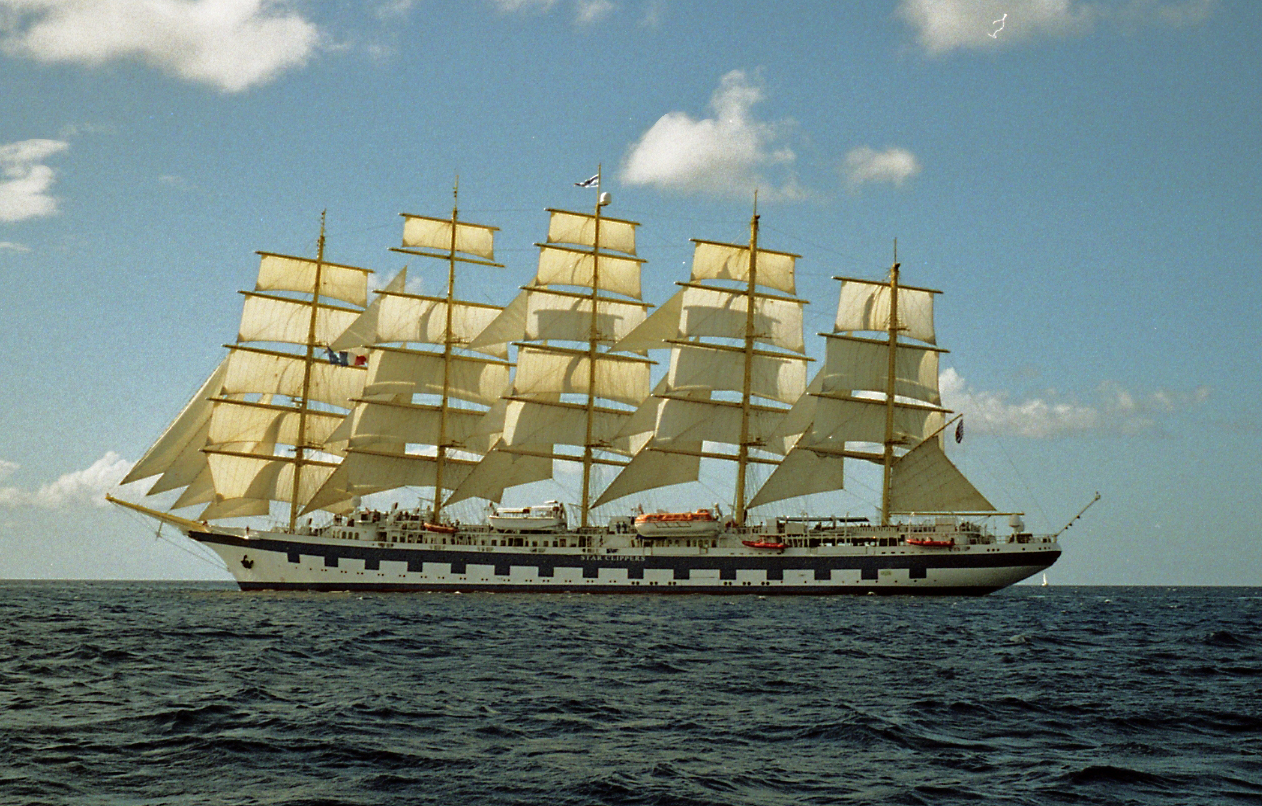
Il Royal Clipper, il veliero più grande del mondo, approdato diverse volte al porto di Siracusa

È ad oggi il più grande veliero al mondo con 5 alberi a 42 vele quadre, ha fatto sosta nel porto di Siracusa nel giugno 2011 e vi è ritornato nel 2014; esso fa parte delle navi croceristiche. Più in generale la città di Siracusa è entrata a far parte delle tappe della linea croceristica della casa costruttrice del Royal, ovvero la Star Clippers che nel 2015 ha fatto tappa al porto di Siracusa con un altro dei suoi velieri, lo Star Clipper.
La nave-scuola Tenacious
Un brigantino, battente bandiera Inglese, che possiede e gestisce le uniche due navi al mondo progettate per consentire alle persone diversamente abili di navigare side-by-side.
Il veliero-scuola della Marina Militare Italiana Palinuro
È la goletta, nave scuola per gli allievi sottufficiali marescialli che provengono dalla Scuola sottufficiali di Taranto.
Goletta Verde
La nave di Legambiente nel luglio 2013 ha fatto tappa nel porto siracusano, per parlare di difesa e tutela dell'ambiente.

## Gli antichi mestieri del porto: icalafatarie icordari

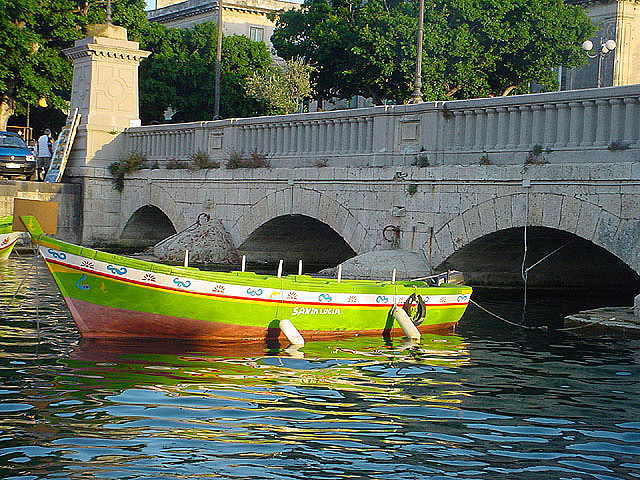
Buzzettu sarausano al ponte Umbertino

Il porto aretuseo, nel periodo in cui era vitale ed attivo commercialmente, dava da lavorare anche a molta gente che su di esso costruiva ed elaborava tradizioni marinare come la costruzione di barche e le relative corde da marinaio o reti da pesca. È il caso dei calatafari, meglio conosciuti con il termine di maestri d'ascia, ma è anche il caso dei cordari, ovvero di coloro che intrecciavano le corde che poi sarebbero state utilissime alla marineria.

### Icalafatari
Questo mestiere artigianale ai giorni attuali è quasi scomparso. Il calafataro viene detto in lingua italiana calafato e trae la propria denominazione dall'arte del calafataggio; è quel che si dice un maestro d'ascia. Uno di questi maestri siracusani, la cui famiglia si è tramandata per generazioni l'arte dei calafatari, Augusto Aliffi, ha pubblicato un libro intitolato II buzzettu siracusano (la barca siracusana), edito dall'associazione culturale di Italia Nostra e dalla Società Siracusana di Storia Patria, che ha lo scopo di spiegare questo antico e ormai raro mestiere portuale.
(Augusto Aliffi, calafataro)

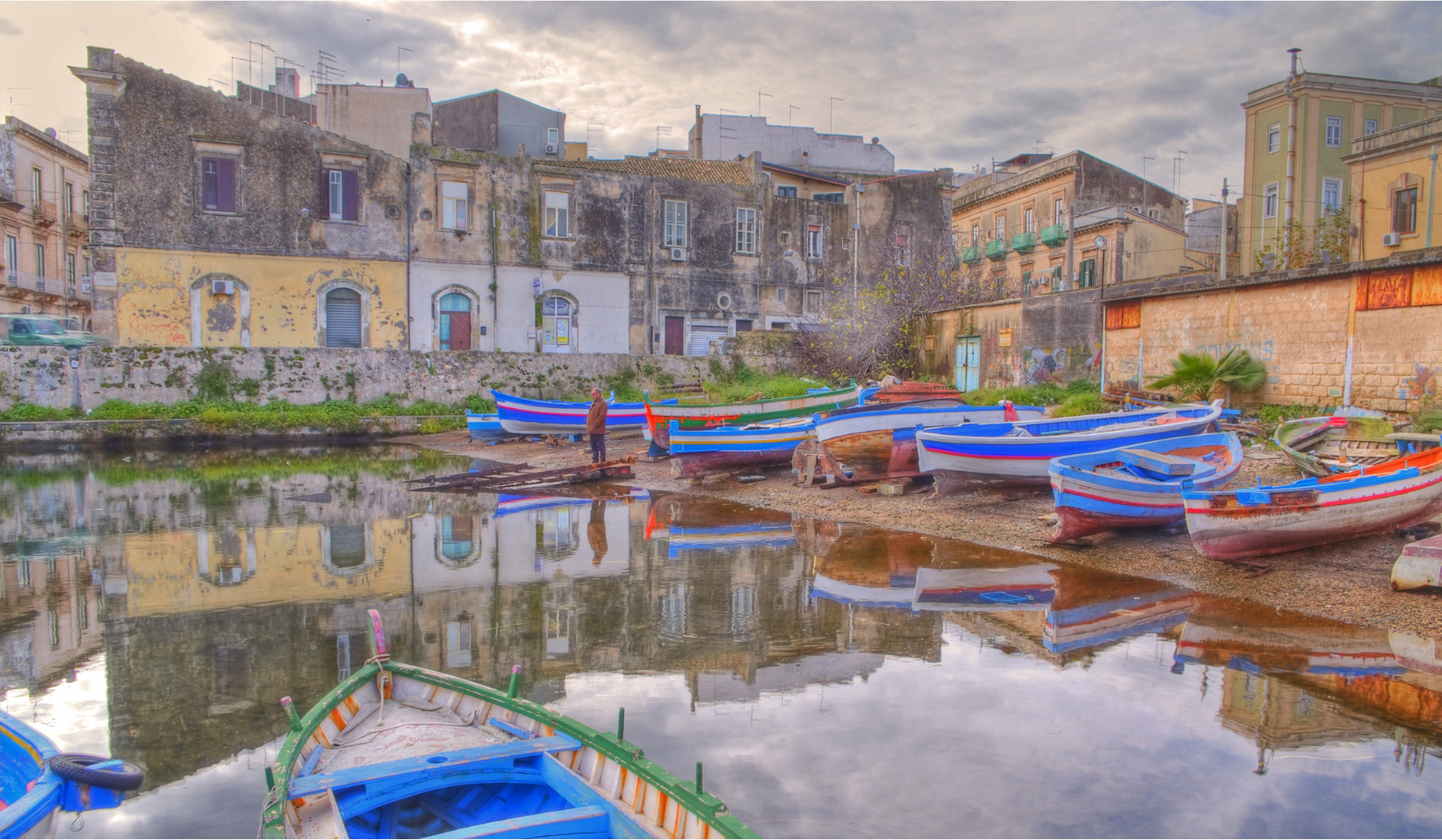
La darsena dei maestri d'ascia

I calafatari costruivano le imbarcazioni nella darsena di Ortigia sormontata da un ponte, abbattuto tra il 2014 e il 2015, il quale fu detto ponte dei calafatari proprio per la loro presenza. Nel tempo molti maestri d'ascia del porto di Siracusa andarono a lavorare nel borgo marinaro di Marzamemi, e questo legame con la frazione di Pachino è anche il motivo posto alla base della similitudine tra le barche di Marzamemi e quelle di Siracusa, che a loro volta si differenziano da quelle del vicino porto di Augusta o del porto di Catania, e sono altresì diverse anche dalla maggior parte delle barche tradizionali del Mediterraneo. Queste caratteristiche barche, che ormai rappresentano una rara costruzione anche nella stessa città di Siracusa, vengono chiamate ancor oggi con il loro antico nome dialettale: u buzzettu, in lingua italiana detto Gozzo Siracusano.
Ciò che differenziava le barche di Siracusa da quelle di altri porti era una progettazione che aveva lo scopo di difendere queste piccole imbarcazioni dalle onde scaturite dai forti venti di grecale e scirocco tipici del siracusano, per cui esse venivano costruite più alte (del 20% rispetto alle altre della costa jonica) e con una struttura più sfilata per meglio difendersi dall'acqua che entrava dentro. Inoltre avevano una particolare vela a torchio, unica nel suo genere, detta vela tunna (vela tonda), la quale permetteva di captare anche i più deboli refoli di vento.
Come le barche più antiche del Mediterraneo anche u buzzettu ha conservato lo sperone di prua e il prolungamento in alto della ruota di prua. Anche le sue decorazioni sono tipiche del porto aretuseo e sono difficili da incontrare artigianalmente altrove. Esse consistevano in decorazioni di origine vegetale, petali di fiori e foglie d'Acanto, l'occhio stilizzato a prua - come quello dei vasi attici del V secolo a.C. -, il corno rosso come portafortuna (la cui origine è molto antica), mentre fino alla seconda guerra mondiale il culmine della ruota di prua era rivestita da un vello di pecora; probabilmente aveva lo scopo di richiamare il mito del vello d'oro.
I calafatari costruivano queste barche per andare a pescare, poiché il pesce per una città di mare come Siracusa è stato da sempre un alimento essenziale. La tradizione di costruire i tipici buzzetti si tramandava di padre in figlio, ma essendo un mestiere odiernamente quasi estinto è nata un'associazione locale denominata il Gozzo di Marika la quale si occupa di preservare e conservare questa antica pratica marinara della città, attuando la costruzione e l'uso delle barche tipiche, facendo così in modo che esse non scompaiano dalla tradizione portuale di Siracusa. Recentemente i calafatari hanno costruito una caravella, la Pinta, la quale ormeggia al porto Grande e viene utilizzata per l'esecuzione di piccoli tour nella costa siciliana.

### Icordari

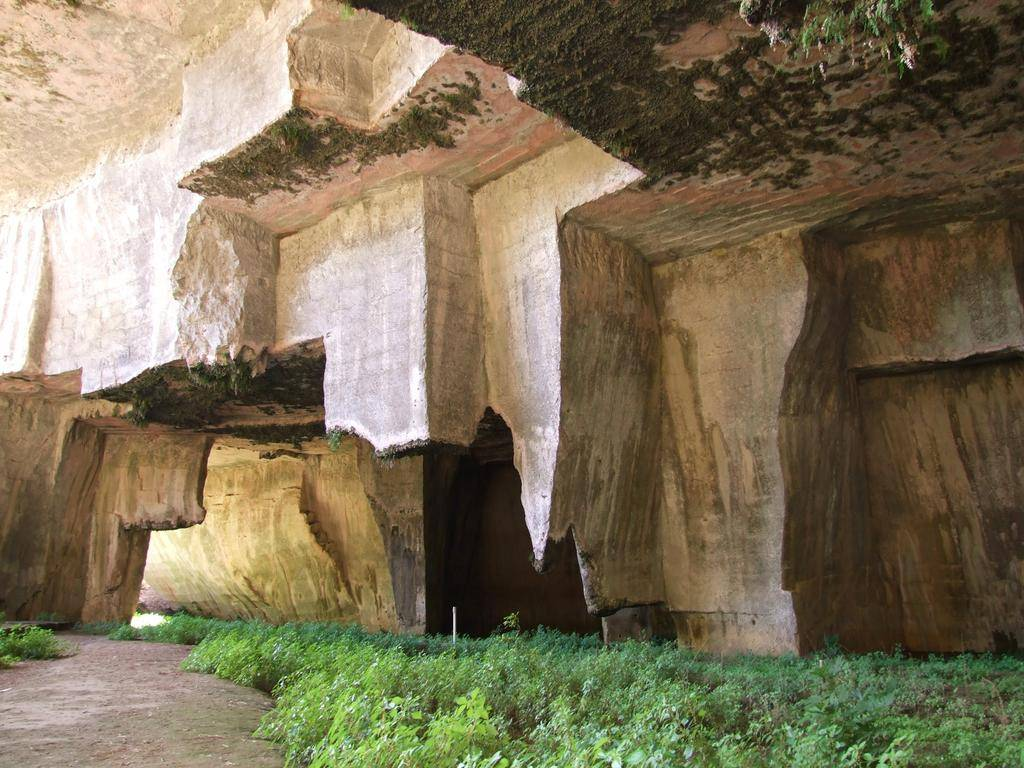
La grotta dei Cordari, luogo dove un tempo si fabbricavo le corde per la marineria siracusana

I cordari (in dialetto siracusano), ovvero i cordai, hanno rappresentato per la città una importante risorsa artigiana, specialmente nel campo della marineria. Particolarmente noti erano i cordai che si mettevano a lavorare all'interno della latomia del Paradiso, in una grotta che dal loro lavoro prese in seguito il nome: la grotta dei Cordari, sita nell'area del parco archeologico della Neapolis. La grotta grazie alle sue caratteristiche naturali, ovvero presenza di acqua e spazio, divenne un luogo ideale per i cordai. Anche la chiesa di San Nicolò ai Cordari, posta all'ingresso del parco, deve il suo nome all'antica comunità di fabbricatori di corde che in quel luogo si riuniva per pregare.
Quando veniva il periodo della pesca del tonno i cordai siracusani si trasferivano nelle altre località marittime di Avola, Marzamemi, Portopalo di Capo Passero per andare ad intrecciare robusti cavi di cocco e rumaneddu (termine dialettale che indica il capanello) con i quali si fabbricavano gli attrezzi della pesca per i tonni. Le principali fibre vegetali adoperate erano la canapa, il cocco e l'agave americana. La canapa, in dialetto detta cannu, era considerata la fibra più pregiata ed anche la più utilizzata, essa era coltivata nelle campagne siracusane fino al secolo scorso, poi le malattie delle piante e l'inadeguatezza dei mezzi tecnici portò alla scomparsa di tale coltivazione e in seguito è stata importata dalla Campania. Infine vi era l'ammasso fibroso dei peli di cocco, importato dall'India, che veniva utilizzato per costruire le corde più robuste e resistenti all'acqua.
Il lavoro del cordaio consisteva nell'eseguire sempre gli stessi gesti, aiutati da un apposito arcolaio, ma ciò comportava una fatica non indifferente poiché essi dovevano andare avanti e indietro, misurando i passi, senza sbagliare i movimenti delle mani che dovevano intrecciare la corda, fino ad ottenere i filacci. Successivamente, quando i vari passaggi erano stati ultimati, le corde si mettevano ad asciugare al sole. Si confezionavano molti tipi di corde, per svariati mestieri. Oggi al porto arrivano le corde sintetiche, industriali, di nailon o di meraklon, ma sono diverse dalle corde dei cordari fatte interamente di fibre vegetali e lavorate a mano.